# Lesedi Jacobs
Lesedi Sheya Jacobs (* 1. Oktober 1997 in Windhoek) ist eine ehemalige namibische Tennisspielerin und derzeitige (Stand August 2025) Teamchefin der  namibischen Billie-Jean-King-Cup-Mannschaft.  Mit Weltranglistenplatz 871 im Jahr 2016 ist sie die erfolgreichste Einzelspielerin in der Geschichte des unabhängigen Namibias seit 1990.

## Sportliche Karriere
Jacobs spielte in der namibischen Billie-Jean-King-Cup-Mannschaft. Ihr größter Erfolg war der Gewinn des Turniers in Stellenbosch (Südafrika) im ITF Womens Circuit 2015. Beim selben Turnier gelang ihr mit der Simbabwerin Valeria Bhunu der Einzug in das Doppel-Finale.
Im Sommer 2014 vertrat sie Namibia bei den Olympischen Jugend-Sommerspielen in Nanjing, wo sie jeweils in der ersten Runde im Einzel, Doppel und Mixed ausschied.
Bei den Commonwealth Games der Jugend 2015 gewann sie Silber im Einzel. Am 8. Juni 2015 lag sie auf Junioren-Weltranglistenplatz 88 und gewann zwischen 2012 und 2015 sechs Turniere der Stufe 3 bzw. 4.
Jacobs spielte Anfang der 2020er Jahre im US-amerikanischen College Tennis.
Nach ihrem aktiven Karriereende 2016, spielte Jacobs erneut beim Billie Jean King Cup 2024 für Namibia.
Turniererfolge
| Nr. | Datum            | Ort          | Kategorie   | Belag     | Finalgegnerin     | Ergebnis       |
| --- | ---------------- | ------------ | ----------- | --------- | ----------------- | -------------- |
| 1.  | 8. November 2015 | Stellenbosch | ITF $10.000 | Hartplatz | Luisa Marie Huber | 7:63, 5:7, 6:1 |

## Außersportliche Laufbahn
Jacobs hält einen Bachelor in Buchführung, einen in Finanzwesen sowie einen Master in Finanzwesen der University of Kentucky aus den USA. Sie war im Jahr 2022 mit einem Master in Betriebswirtschaftslehre an der Florida State University beschäftigt.